# Hemolina
A hemolina é uma proteína semelhante a uma imunoglobulina que se encontra exclusivamente em lepidópteros (mariposas e borboletas). Foi descoberta em pupas com o sistema imunitário estimulado das espécies Hyalophora cecropia e Manduca sexta.
A hemolina possui uma estrutura cristalina em forma de ferradura com quatro domínios e faz lembrar a proteína do desenvolvimento neurogliana.

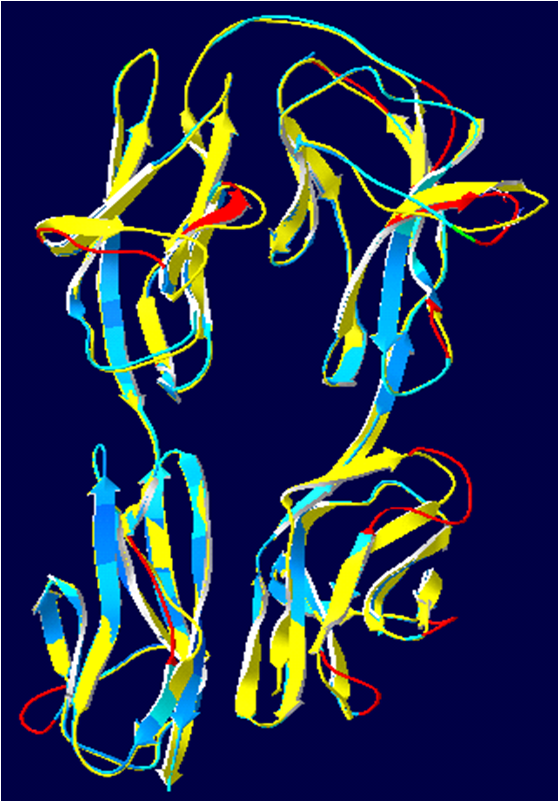
A hemolina de Hyalophora cecropia subreposta à proteína neurogliana. As diferenças preditas entre as proteínas foram realçadas a vermello. Feito no Swiss Protein Database Viewer.

A hemolina multiplica-se por 18 até 7 mg/mL após a injecção de bactérias em H. cecropia. A indução da hemolina em mariposas depois da injecção bacteriana foi detectada em várias espécies como Antheraea pernyi, Bombyx mori, Helicoverpa zea, Heliothis virescens, Hyphantria cunea, e Samia cynthia.
Sugere-se que a hemolina participa na resposta imunitária a infecções por vírus e une-se às partículas víricas. Expressa-se em resposta à presença de ARN bicatenário (dsRNA) dependendo da dose. A Galleria melonella responde à captação de cafeína pelo aumento da expressão da proteína hemolina.
Acredita-se que o gene da hemolina seja resultado da duplicação genética do gene da proteína de desenvolvimento neurogliana, mas perdeu dois dos domínios proteicos que contém a neurogliana. Na sua função potencial como proteína do desenvolvimento, a hemolina aumenta perto do período de pupação na Manduca sexta, e é induzida durante a diapausa e pela 20-hidroxiecdisona em Lymantria dispar. A interferência de ARN (RNAi) da hemolina causa deformações na H. cecropia.